# جيمي رينولدز
جيمي رينولدز (بالإنجليزية: Jimmy Reynolds)‏ هو عازف جاز وعازف بيانو أمريكي، ولد في 5 أغسطس 1904، وتوفي في 16 فبراير 1963.